# Seiano (Vico Equense)
Seiano is een plaats (frazione) in de Italiaanse gemeente Vico Equense.